# Wetterwarte Cuxhaven

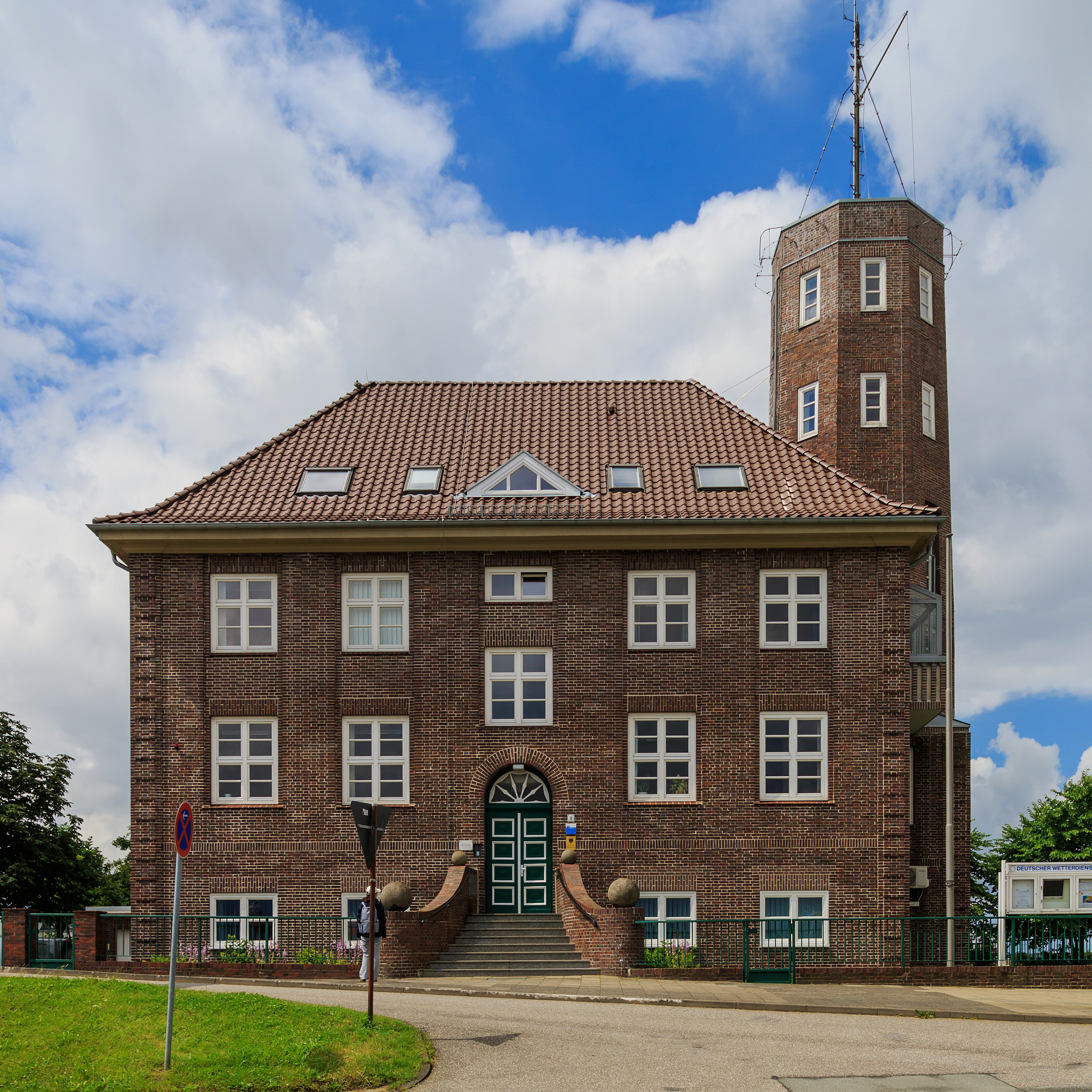
Wetterwarte Cuxhaven

Die Gebäude der Wetterwarte Cuxhaven in Cuxhaven, Bei der Alten Liebe 1, stehen unter niedersächsischem Denkmalschutz und sind in der Liste der Baudenkmale in Cuxhaven enthalten.

## Geschichte
Die verklinkerte ehemalige Wetterwarte Cuxhaven aus den 1920er Jahren besteht aus einem dreigeschossigen Verwaltungsgebäude mit Walmdach und einer prägenden Freitreppe und einem sechsgeschossigen achteckigen Turm.
Die früher täglich von 5.00 bis 21.30 Uhr besetzte Wetterwarte als Wetterdienst und meteorologische Station berichtete regelmäßig dem Deutschen Wetterdienst (DWD) in Offenbach am Main und der Regionalzentrale Hamburg. Die Warte hatte eine lokale Bedeutung für die Berufs- und Hobbyschifffahrt oder für Bürger, die nach Sturmschäden für die Versicherung Informationen über lokale Wetterereignisse benötigten.
Bekannt ist die Meldung des Leiters der Wetterwarte Cuxhaven am Morgen des 16. Februar 1962, also vor der Sturmflut 1962 in der Nacht vom 16. auf den 17. Februar 1962: „In den nächsten 18 bis 24 Stunden anhaltender voller Sturm aus West, später Nordwest. Erste Flut um 11.07 Uhr mindestens 1,80 Meter, zweite Flut 23.33 Uhr mehr als zwei Meter über normal erhöht. Nach meiner privaten Auffassung steht eine besorgniserregende Situation bevor, die gefährliche Ausmaße anzunehmen droht.“
Die Wetterwarte ist seit 2017 nur noch eine automatisierte Sensorstation. Aktuell (2020) hat (auch?) die Bundesanstalt für Immobilienaufgaben Nebenstelle Cuxhaven hier seinen Sitz.